# Пита Родригес, Феликс
Феликс Пита Родригес (исп. Felix Pita Rodriguez; 18 февраля 1909, Бехукаль, Маябеке — 19 октября 1990, Гавана, Куба) — кубинский писатель
, поэт, эссеист, журналист и литературный критик. Лауреат Национальной литературной премии Кубы (1985).

## Биография
Жил в Испании, Франции, Аргентине, Венесуэле и других странах. Литературную деятельность начал в 1920-е года, как поэт-авангардист, позже перешёл на позиции социальной поэзии (поэма «Привет товарищу крестьянину», 1927).
Был вице-президентом Национального союза писателей Кубы, президентом его литературной секции, членом жюри основных национальных и международных конкурсов, таких как Премия Дома Америк и премии, спонсируемой Национальным союзом кубинских писателей (UNEAC).
Известен также рассказами лирического характера. Автору принадлежат сборники рассказов «Сан Абуль де Монтекальядо» (1945), «Тобиас» (1955), сборники стихов «Огненный конь» (1948), «Хроника. Лозунговая поэзия» (1961) и др.
Автор книг «Вьетнам. Заметки из дневника» (1967), «Дети Вьетнама» (1968).

## Награды
- В 1946 году лауреат международной премии «Эрнандес Ката» за рассказ «Косме и Дамиан».
- В 1985 году в знак признания всей его жизненной работы награждён Национальной литературной премией.
- В 1986 году — премией критиков за книгу «De sueños y memorias».
- За выдающийся вклад в национальную культуру был награжден знаком отличия за национальную культуру и орденом Феликса Варелы.